# 7 (U2)
7 è il quarto EP del gruppo musicale irlandese U2, pubblicato il 5 febbraio 2002 dalla Interscope Records.

## Descrizione
Il disco è stato unicamente distribuito attraverso la catena di supermercati statunitense Target e si compone di sette brani, tra cui Always, versione iniziale di un'altra hit della band, Beautiful Day. Il brano Stuck in a Moment You Can't Get Out Of appare invece in versione acustica.

## Tracce
1. Summer Rain – 4:06 (testo: Bono, The Edge – musica: U2)
2. Always – 3:46 (testo: Bono – musica: U2)
3. Big Girls Are Best – 3:34 (testo: Bono, The Edge – musica: U2)
4. Beautiful Day (Quincey & Sonance Remix) – 7:56 (testo: Bono – musica: U2)
5. Elevation (Influx Remix) – 4:02 (testo: Bono – musica: U2)
6. Walk On (Single Version) – 4:11 (testo: Bono – musica: U2)
7. Stuck in a Moment You Can't Get Out Of (Acoustic) – 3:42 (testo: Bono, The Edge – musica: U2)

## Formazione
- Bono – voce
- The Edge – chitarra, tastiera, voce
- Adam Clayton – basso
- Larry Mullen, Jr. – batteria

Produzione
- Daniel Lanois – produzione
- Brian Eno – produzione
- Howie B – produzione (traccia 3)
- Flood – produzione (traccia 3)
- Nigel Godrich – produzione (traccia 6)
- Steve Lillywhite – produzione (traccia 7)